# 埃伦·沃尔什
埃伦·沃尔什（英語：Ellen Walshe，2001年9月29日—），爱尔兰女子游泳运动员，2021年世界短池游泳锦标赛女子400米个人混合泳银牌得主、2023年欧洲U23游泳锦标赛女子200米个人混合泳、女子400米个人混合泳金牌得主和女子100米蝶泳银牌得主。